# Distrito de Kuse
El distrito de Kuse (久世郡 Kuse-gun?) es un distrito localizado en la prefectura de Kioto, Japón. En junio de 2019 tenía una población de 15.409 habitantes y una densidad de población de 1.112 personas por km². Su área total es de 13,86 km².

## Localidades
- Kumiyama